# Colosova
Colosova (russisch Колосово Kolosowo, ukrainisch Колосове Kolosowe, deutsch Bergdorf) ist ein Dorf und Gemeinde im Rajon Grigoriopol der international nicht anerkannten Republik Transnistrien, welche völkerrechtlich als Teil der Republik Moldau angesehen wird. Das Dorf liegt lediglich einen Kilometer westlich der ukrainischen Grenze.

## Geschichte
Ab 1808 wurde Land für die heute in Transnistrien liegenden Kolonien zur Verfügung gestellt. Bergdorf wurde 1809 von evangelisch-lutherischen Einwanderern aus Württemberg, der Pfalz, dem Elsass und aus Ungarn gegründet. Es ist neben den Kolonien Glückstal, Neudorf und der Tochterkolonie Bergdorfs Kleinbergdorf eine der vier ursprünglich deutschen Siedlungen der Schwarzmeerdeutschen auf dem heute transnistrischen Gebiet. Bergdorf gehörte zum Kolonistenbezirk Glückstal. Heute wird die ehemalige Tochterkolonie Crasnoe von der Stadt Grigoriopol verwaltet.

## Gemeindegliederung
Die Gemeinde Colosova besteht aus drei Gemeindeteilen, wobei das eigentliche Dorf Colosova den bevölkerungsreichsten Teil der Gemeinde ausmacht:
| Teil               | Einwohner | Deutsche | Deutsche |
| Teil               | Einwohner | Anzahl   | Anteil   |
| ------------------ | --------- | -------- | -------- |
| Colosova           | 809       | 72       | 8,90 %   |
| Crasnaia Besarabia | 41        | 0        | 0,00 %   |
| Pobeda             | 37        | 1        | 2,70 %   |

## Bevölkerung
Ursprünglich war Carmanova eine ausschließlich von Deutschen bewohnte Ortschaft. Mit Stand 2004 ist Carmanova heute eine ethnisch heterogene Ortschaft, obgleich die Ukrainer die mit größerem Abstand bedeutendste Ethnie sind. Unter den drei ehemalig deutschen Gemeinden in Transnistrien ist Colosova heute die Gemeinde mit dem mit Abstand größten Anteil Deutscher.
| Ukrainer | Moldauer | Russen  | Deutsche | Gagausen | Belarussen | Bulgaren | Juden  | Andere | Summe |
| -------- | -------- | ------- | -------- | -------- | ---------- | -------- | ------ | ------ | ----- |
| 415      | 204      | 162     | 73       | 11       | 6          | 5        | 0      | 11     | 887   |
| 46,79 %  | 23,00 %  | 18,26 % | 8,23 %   | 1,24 %   | 0,68 %     | 0,56 %   | 0,00 % | 1,24 % | 100 % |